# Пилипчук Роман Михайлович
Роман Михайлович Пилипчук (нар. 27 квітня 1967, Сніжне, Донецька область) — радянський і український футболіст та тренер. Майстер спорту СРСР — 1990 рік.

## Спортивна біографія

### Кар'єра гравця
Розпочав свій шлях у футболі в 1975 році у Сніжному. Пройшов всі етапи кар'єрного росту, від дитячої футбольної школи до відомих клубів колишнього СРСР, Ізраїлю та України. Завжди був лідером атак в командах, де виступав. Дебютував у великому футболі, розпочав з другої ліги чемпіонату СРСР, де виступав у команді іванівських «текстильників». У 1989 році Роман зіграв 39 матчів і забив 15 голів.
На одному з матчів Кубка СРСР, його помітили селекціонери московського «Динамо» і запросили в команду. У вищій лізі він дебютував 1 квітня 1990 року в матчі 5-го туру проти харківського «Металіста», вийшовши на заміну на 48-й хвилині замість Сергія Кір'якова. Всього в тому сезоні провів 15 матчів, забив 2 м'ячі і став бронзовим призером першості.
У 1991 році в першому колі чемпіонату він зіграв 6 матчів і в липні пішов у владикавказський «Спартак», в якому провів другу частину чемпіонату. Після розпаду СРСР Роман покинув команду і поїхав до Ізраїль і майже вісім років відіграв у місцевому чемпіонаті. Всього в чемпіонаті Ізраїлю зіграв 131 матч і забив 29 голів.
У 1999 році повернувся в Україну, де протягом трьох років був лідером донецького «Металурга». За 3 роки Роман зіграв 65 матчів, забивши 15 м'ячів. У 2003 році він завершив кар'єру у віці 36 років.
З 2003 року розпочав тренерську діяльність. Працював тренером у різних українських, молдовських та російських командах. Працював помічником тренера в калінінградській «Балтиці». У 2009 році очолював тренерський штаб «Дачії» (Кишинів).

### Кар'єра тренера
З 2003 року розпочав тренерську діяльність. Працював тренером у різних українських, молдовських та російських командах. Працював помічником тренера в «Шиннику». У 2009 році очолював тренерський штаб «Дачії» (Кишинів).
2010 року був старшим тренером в «Балтиці». У 2011—2012 роках працював у тренерському штабі московського «Динамо». Потім був головним тренером донецького «Олімпіка» і «Спартакса» (Юрмала).
У липні 2015 року став асистентом Мубіна Ергашева у збірній Таджикистана, одночасно при цьому очолював молодіжну збірну Таджикистану до 21 року.
У червні 2016 року увійшов до тренерського штабу Дмитра Аленічева у московському «Спартаку», залишився в тренерському штабі після призначення головним тренером італійського фахівця Массімо Каррери.
3 травня 2018 року заявив про відхід з «Спартака» і бажання відновити самостійну работу. У сезоні 2018/19 почав працювати в тренерському штабі клубу «Ахмат» помічником Рашида Рахімова.

## Особисте життя
21 липня 2017 року дочка Пилипчука Марія померла у віці 23 років.

## Досягнення
- Бронзовий призер чемпіонату СРСР: 1990 року.
- Бронзовий призер чемпіонату України: 2002 року.